# Кубок Львовской области по футболу
Кубок Львовской области по футболу — областное соревнование украинского футбола среди любительских команд. Первый кубок был розыгран в 1992 году. Проводится под эгидой Федерации футбола Львовской области.

## Все финалы кубка
| Год  | Обладатель                | Финалист                  | Счёт         |
| ---- | ------------------------- | ------------------------- | ------------ |
| 1992 | «Сокол» Львов             |                           |              |
| 1993 | «Химик» Сокаль            |                           |              |
| 1994 | ФК «Львов»                |                           |              |
| 1995 | «Гарай» Жолква            |                           |              |
| 1996 | «Луч» Самбор              |                           |              |
| 1997 | «Авангард» Жидачив        |                           |              |
| 1998 | «Явор» Яворов             |                           |              |
| 1999 | «Рочин» Сосновка          |                           |              |
| 2000 | «Сокол» Золочев           |                           |              |
| 2001 | «Сахарник» Павлов         |                           |              |
| 2002 | «Карпаты» Трускавец       |                           |              |
| 2003 | «Рава-2» Рава-Русская     |                           |              |
| 2004 | «Рава-2» Рава-Русская     |                           |              |
| 2005 | «Карпаты» Каменка-Бугская |                           |              |
| 2006 | «Карпаты» Каменка-Бугская |                           |              |
| 2007 | «Шахтёр» Червоноград      |                           |              |
| 2008 | «Рава» Рава-Русская       | «Сокол» Золочев           | 2:0          |
| 2009 | «Вишня» Судовая Вишня     | «Шахтёр» Червоноград      | 0:0 п.п. 6:5 |
| 2010 | «Нафтуся» Сходница        | «Яворов»                  | 2:0          |
| 2011 | «Карьер» Торчиновичи      | «Куликов»                 | 2:0          |
| 2012 | «Рух» Винники             | «Карпаты» Каменка-Бугская | 1:1 п.п. 3:0 |
| 2013 | «Шахтёр» Червоноград      | «Демня»                   | 2:0          |
| 2014 | «Рух» Винники             | «Горняк» Сосновка         | 3:0          |
| 2015 | «Рух» Винники             | «Боры» Бориничи-Ходоров   | 1:0          |
| 2016 | «Демня»                   | «Горняк» Сосновка         | 1:0          |

## Суперкубок Львовщины
| Год  | Обладатель            | Финалист                  | Счёт            |
| ---- | --------------------- | ------------------------- | --------------- |
| 2007 | «Рава» Рава-Русская   | «Шахтёр» Червоноград      | 1:1 п.п. 4:2    |
| 2008 | «Сокол» Золочев       | «Рава» Рава-Русская       | 2:1             |
| 2009 | «Вишня» Судовая Вишня | «Карпаты» Каменка-Бугская | 2:0             |
| 2010 | «Нафтуся» Сходница    | «Яворов»                  | 3:1             |
| 2011 | «Куликов»             | «Карьер» Торчиновичи      | 1:1 п.п. 3:1    |
| 2012 | не разыгрывался       | не разыгрывался           | не разыгрывался |
| 2013 | «Рух» Винники         | «Шахтёр» Червоноград      | 2:1             |